# Ralston (Wyoming)
Ralston – jednostka osadnicza w Stanach Zjednoczonych, w stanie Wyoming, w hrabstwie Park.